# Skiereszewo (Gniezno)
Skiereszewo – osiedle w zachodniej części Gniezna, ok. 1.500 mieszkańców. Zabudowa głównie jednorodzinna z okresu PRL w północnej części oraz wielorodzinna i jednorodzinna w południowej części. Od zachodu graniczy ze wsią Skiereszewo, od północy ze wsią Piekary, od wschodu z dzielnicami Dziekanka i Piekary, a od południa ze wsią Dalki.

## Ulice
- Baczyńskiego
- Bluszczowa
- Brzechwy
- Dąbrowskiej
- Dojazd
- Fredry
- Głęboka
- Gombrowicza
- Herberta
- Kaliska
- Kiszkowska
- Kostrzyńska
- Kościańska
- Kozala
- Krasickiego
- Kraszewskiego
- Leszczyńska
- Leśmiana
- Makuszyńskiego
- Miłosza
- Nałkowskiej
- Ogrodowa
- Orzeszkowej (część)
- Pobiedziska
- Poprzeczna
- Poznańska 92/94 (Rada Osiedla nr 10) (część)
- Prusa
- Prześwit
- Sadowa
- Swarzędzka
- Topolowa
- Warzywna
- Wieśniacza
- Zielna
- Żytnia

Na terenie Skiereszewa znajdują się ośrodki handlu (głównie samochodowego), szkoła podstawowa oraz zespół szkół rolniczych.